# Угон Ту-154 в Саудовскую Аравию (2001)
Захват самолёта Ту-154 с последующим перелетом в Саудовскую Аравию — террористический акт, осуществлённый чеченскими террористами с 15 по 16 марта 2001 года. В его ходе был захвачен авиалайнер Ту-154М авиакомпании «Внуковские авиалинии», совершавший рейс VKO-2806 по маршруту Стамбул — Москва. Захваченный самолёт совершил посадку в аэропорту Медины (Саудовская Аравия). В результате проведённого спецназом Саудовской Аравии штурма самолёт был освобождён. Погибли 3 человека — 1 пассажир, стюардесса и главарь террористов.

## Сведения о рейсе 2806

### Самолёт
Ту-154М с серийным номером 0738, и заводским номером 86А738, был произведён на заводе «Авиакор» 12 ноября 1986 года.
С 1986 по 1993 год самолёт принадлежал «Аэрофлоту», с 1993 по 1995 «Meta Aviotransport Macedonia», с 1996 по 2000 год принадлежал Внуковским авиалиниям, а с 2002 по 2012 год принадлежал «Сибири» («S7»).
Был порезан на металлолом в 2012 году, с общим ресурсом около 50 000 часов налёта и 30 лет эксплуатации.

### Экипаж
Состав экипажа рейса VKO-2806 был таким:
- Командир воздушного судна (КВС) — Николай Сергеевич Виноградов.
- Второй пилот — Сергей Борисович Воробьёв.
- Штурман — Сергей Олегович Кожевников.
- Штурман-инструктор — Геннадий Семёнович Чернитенко.
- Бортинженер — Андрей Борисович Гусельников.
- Бортпроводники:
  - Николай Юрьевич Дмитриев (старший бортпроводник — проверяющий, начальник службы бортпроводников авиакомпании);
  - Юлия Вячеславовна Фомина, 27 лет (26 апреля 1973 года, Москва, СССР — 16 марта 2001 года, Медина, Саудовская Аравия);
  - Александр Алексеевич Хромов;
  - Елена Александровна Дубинина;
  - Светлана Серафимовна Иванив[1].

Также в состав экипажа входили два инженера наземного обслуживания.
Данный полёт должен был стать последним для командира экипажа Николая Виноградова перед выходом на пенсию.

### Угонщики
На борту самолёта находилось трое угонщиков:
- 42-летний Супьян Арсаев — главарь террористов. Инвалид первой группы, брат бывшего министра шариатской государственной безопасности Ичкерии Асламбека Арсаева.
- 19-летний Дени (Денис) Магомедзаев — сын Супьяна Арсаева (носил фамилию матери).
- 16-летний Ирисхан Арсаев — сын Супьяна Арсаева[2].

Среди пассажиров находилось ещё до 5 сообщников террористов. Они не принимали активного участия в захвате самолёта, однако осуществляли наблюдение за ходом террористической атаки. В частности, на борту самолёта присутствовал человек, впоследствии опознанный как турецкий террорист Эртан Джушкун, принимавший участие в захвате российского парома «Авразия» в 1996 году. По утверждению представителей российских спецслужб и Александра Хинштейна, к организации угона самолёта могла быть причастна Национальная разведывательная организация Турецкой Республики.
Террористы были вооружены заточкой-стилетом, которая была пронесена в каблуке ботинка Супьяна Арсаева. Также у них предположительно имелось взрывное устройство в виде коробки из-под видеомагнитофона, доставленной на борт кем-то из служащих стамбульского аэропорта.

## Хронология событий

### Угон
15 марта 2001 года самолёт Ту-154М с бортовым номером RA-85619 авиакомпании Внуковские авиалинии выполнял чартерный рейс VKO-2806 по маршруту Стамбул — Москва по заказу туристической фирмы «Пан-Украина». В 14.57 по московскому времени самолёт произвёл взлёт из аэропорта имени Ататюрка. На борту находились 164 (по другим данным — 162) пассажира (из них 98 — россияне) и 12 членов экипажа. Через несколько минут после взлёта, когда лайнер ещё набирал высоту, отец и сын Арсаевы, занимавшие места в 7 ряду самолёта, встали со своих мест и направились в сторону кабины пилотов. Бортпроводники Хромов и Дмитриев, которым угонщики предложили передать экипажу свои требования, попытались оказать им сопротивление, в результате чего Супьян Арсаев ранил Хромова заточкой в живот, а Дмитриев сумел убежать в кабину пилотов и предупредить летный экипаж об опасности. Предохранитель замка двери пилотской кабины был неисправен, поэтому, чтобы не допустить проникновения террористов в кабину, все 22 часа последующего нахождения экипажа в самолёте лётчики (в основном — бортинженер Андрей Гусельников) по очереди придерживали дверную ручку руками.
Террористы приказали пассажирам оставаться на своих местах и не предпринимать попыток сопротивления, в противном случае угрожали взрывом бомбы, муляж взрывателя которой находился в руках Ирисхана Арсаева. При этом было объявлено, что бомба находится у четвёртого террориста (в реальности не существовавшего либо до конца акции никак себя не проявившего), который сидел среди пассажиров в салоне. Бандиты взломали шкафчик с противопожарным инвентарём самолёта и вооружились двумя небольшими топориками из его состава. Также они вооружились ножами с бортовой кухни. Угонщики связались с пилотами по телефону внутренней связи и потребовали обеспечить им доступ в кабину. Экипаж передал на землю сигнал тревоги и попробовал произвести возврат и аварийную посадку в аэропорту Стамбула, снизившись на 400 м, однако заход на посадку произвести не удалось, так как террористы заметили данный манёвр и пригрозили взрывом. Чуть позже Арсаев потребовал направить самолёт в Саудовскую Аравию или Объединённые Арабские Эмираты.

### Дальнейший полёт
Отказавшись в целях обеспечения собственной безопасности впустить террористов в кабину, командир экипажа предложил угонщикам произвести посадку в аэропорту любой из близлежащих мусульманских стран, дабы террористы на земле могли передать свои требования властям. Однако Арсаев повторил своё требование, что самолёт должен приземлиться только в Саудовской Аравии или ОАЭ. Захваченный самолёт взял курс на юго-восток. Узнав об изменении курса, террористы успокоились и перестали ломиться в кабину. Самолёт проследовал 2500 км через воздушное пространство Турции, Кипра, Египта и Саудовской Аравии в поисках устраивавшего всех аэропорта для посадки. В то же время, не желая брать на себя ответственность за действия по освобождению заложников, власти Египта, Израиля и Сирии отказали российскому самолёту в посадке на их территории.
Через 3 часа после начала полёта топлива на борту самолёта осталось совсем немного, и экипажу стало ясно, что необходимо немедленно совершать посадку в любом близлежащем аэропорту. Таким аэропортом был Международный аэропорт имени принца Мохаммеда бин Абдул-Азиза саудовского города Медина. На борту не было навигационных карт района, но экипаж сумел воспользоваться данными вспомогательной бортовой системы GPS и бортового компьютера. Власти Саудовской Аравии также не желали иметь дело с террористами и отказали самолёту в посадке. Кроме того, Медина является священным для мусульман городом и присутствие в нём лиц иного вероисповедания категорически запрещено. Диспетчеры пригрозили сбить Ту-154 с помощью истребителей ПВО в случае, если самолёт незамедлительно не покинет воздушное пространство Саудовской Аравии. Ценой неимоверных усилий командир и штурман объяснили, что других вариантов для посадки в данных условиях у самолёта просто нет и что в случае его скорого крушения по тем или иным причинам вся ответственность падёт на плечи саудовских авиационных властей. Диспетчер повторно дал отказ на посадку, и чудом на незнакомом аэродроме экипаж посадил самолёт. Аэропорт находится в горном районе и имеет сложные подходы, никому из лётчиков ещё не приходилось здесь бывать. Тем не менее в 18:20 по московскому времени Ту-154 совершил успешную посадку в аэропорту Медины. В баках осталось полторы тонны керосина, что хватило бы ещё на 10-12 минут полёта.

### На земле
Аэропорт Медины тут же был закрыт, а российский лайнер отогнан на дальнюю стоянку. Супьян Арсаев вновь потребовал впустить угонщиков в кабину, дабы иметь возможность по радиосвязи передать свои требования, на что экипаж опять ответил отказом. Несмотря на последовательные угрозы зарезать бортпроводницу Юлию Фомину, начать последовательно убивать остальных заложников и взорвать находящееся на борту взрывное устройство, экипаж так и не открыл дверь в кабину пилотов. Угонщикам пришлось вести переговоры с подъехавшими представителями саудовских властей через открытую входную дверь. Террористы заявили, что требуют остановить боевые действия в Чечне. Арсаев поведал, что российские власти в результате войны в Чечне отняли у него всё: убили родственников, разбомбили дом и его самого сделали инвалидом. Фактом угона самолёта террористы хотели привлечь внимание всего мира к чеченской проблеме. В числе краткосрочных требований Арсаева были немедленная дозаправка самолёта и обеспечение его беспрепятственного вылета в Афганистан.
После доставки на борт питания и рации угонщики разрешили покинуть самолёт 20 пассажирам (больным, старикам, женщинам и детям) и вынести потерявшего сознание бортпроводника Александра Хромова. Поскольку в аэропорту стояла непривычная для большинства людей на борту жара (температура на солнце +54°С), террористы разрешили бортпроводникам открыть все двери. Воспользовавшись этим фактом, поздним вечером около 15 пассажиров сумели сбежать через аварийный выход в хвосте самолёта. Однако посчастливилось не всем — террористы в подтверждение серьёзности своих намерений ранили троих пассажиров. Обнаружив недостачу пассажиров, террористы тут же задраили все люки и двери, оставив открытой только ту, что расположена рядом с кабиной пилотов. После бегства ночью (под предлогом курения) ещё одного пассажира — гражданина Турции — и эту дверь угонщики закрыли. Перегрев самолёта удалось стабилизировать только ночью после подключения установки кондиционирования воздуха. В результате переговоров представители Саудовской Аравии заявили, что требования угонщиков невыполнимы и самолёт они в дальнейший полёт не выпустят.
С начала захвата лётчики поддерживали связь с Москвой через каналы КВ-связи. В столице России был создан оперативный штаб во главе с первым заместителем директора ФСБ Владимиром Проничевым. Вылететь в Медину приготовилась бойцы группы «А». Но власти Турции, Египта и Саудовской Аравии не согласовали прилёт российских спецслужб. Саудовские власти дали Владимиру Путину гарантию, что операцию по освобождению заложников смогут осуществить своими силами и что самолёт из Медины никуда не выпустят. Ночью с экипажем связался лично Владимир Путин (находящийся в то время в поездке по Алтаю) и пообещал сделать всё, что возможно, попросив не поддаваться на угрозы террористов и не поднимать самолёт в воздух.
К утру самолёт окружили представители спецназа Саудовской Аравии. Поскольку самолёт является российской территорией, власти Саудовской Аравии запросили у российской стороны согласие на проведение операции. Как позднее сообщил глава оперативного штаба Владимир Проничев, такая санкция была дана. Тренировка была проведена ночью на другом самолёте Ту-154, который в распоряжение аравийских спецслужб предоставила авиакомпания «Сибирь». Для усыпления бдительности террористов самолёт был дозаправлен, что создавало вид того, что в скором времени ему будет дано разрешение на вылет. Первые приготовления к штурму провалились — террористы заметили окружавших самолёт военных и начали ломать дверь в кабину. По просьбе экипажа спецназовцы были отведены от самолёта. После очередной дозаправки экипаж начал имитацию запуска двигателей. В салоне самолёта оставалось 117 заложников.

### Штурм

Бортпроводница Юлия Фомина

В 12:15 по московскому времени 16 марта спецназовцы снова окружили самолёт и начали подготовку к штурму. Террористы снова начали колотить в дверь кабины, требуя немедленного взлёта. Под непрерывными ударами дверь начала ломаться, в результате чего диспетчер отдал экипажу распоряжение покинуть кабину. Кое-как удерживая дверь, в последний момент все пятеро членов летного экипажа через аварийный люк кабины пилотов сумели выбраться на землю, при этом небольшие ранения рук получили бортинженер Андрей Гусельников и командир экипажа Николай Виноградов. Когда террористам удалось выломать дверь, экипажа в кабине не было.
В это время к лайнеру одновременно подкатились самоходные трапы, на ступенях которых сидели бойцы спецназа в чёрных масках и бронежилетах, вооружённые короткоствольными автоматами. Атаковали с четырёх направлений одновременно. Первая группа шла через кабину пилотов, воспользовавшись тросом, по которому вылезли члены экипажа. Вторая — через главный выход, расположенный между салонами. Третья — через люк в хвостовом отсеке, из которого раньше выбрались пассажиры. Бойцы четвёртой группы просто высадились на крыле и рассчитывали проникнуть в салон через аварийные иллюминаторы.
Спецназовцы замешкались с открытием люков, в результате чего первой в салон ворвалась группа из пилотской кабины. Стоявшего в переднем тамбуре Супьяна Арсаева спецназовец расстрелял в упор. При этом одна из пуль угодила в живот пассажиру из Турции Гюрзелю Камбалу, сидевшему в первом ряду. Оба скончались по дороге в больницу.
На борту началась паника, пассажиры кинулись в заднюю часть самолёта. Остальные группы так и не могли открыть выходы. Тогда им на помощь и пришла 27-летняя стюардесса Юлия Фомина. Протиснувшись сквозь толпу к двери, она открыла её и тут же была ранена (предположительно боец спецназа целился в пытавшегося положить на пол бортпроводницу одного из пассажиров, приняв того за террориста). Юлия умерла на 28-м году жизни примерно через 10 минут, в 12:51, от сквозного ранения в шею.
К 13 часам всё было кончено. Двое оставшихся террористов, не оказавших сопротивления, арестованы. По горячим следам задержаны пятеро российских граждан, которых заподозрили в пособничестве террористам. К концу дня их отпустили. Из состава штурмующих бойцов спецподразделений предположительно убит один и ранены несколько человек, однако саудовские власти не подтвердили данную информацию.

### Дальнейшие события
Находившиеся на борту 50 граждан Турции отправлены в Стамбул самолётом турецких авиалиний. В их числе были и предполагаемые российскими спецслужбами сообщники террористов. На следующий день, 17 марта в 17:13 на самолёте Ил-62 ГТК «Россия» в аэропорт Внуково прибыли в Россию 121 человек — пассажиры из России и стран СНГ, а также члены экипажа и гроб с телом Юлии Фоминой. По прилёте за медицинской помощью обратились 28 человек. 19 марта, после проведённого технического обслуживания, вернулся в Москву самолёт Ту-154М. В тот же день на Пыхтинском кладбище во Внуково прошли похороны Юлии Фоминой.
Президент России Владимир Путин, выступая на проходящем в Кремле рабочем совещании, заявил, что трагедия, произошедшая при освобождении заложников из захваченного террористами российского самолёта Ту-154, — гибель двух ни в чём не повинных людей — «напомнила российской и международной общественности, с кем имела дело российская армия при проведении контртеррористической операции в Чечне и с кем имеют дело сейчас правоохранительные органы и спецслужбы при наведении конституционного порядка на территории этой республики».
За проявленные мужество, отвагу и высокий профессионализм члены экипажа Ту-154 получили государственные награды. Первоначально Виноградова представили к званию Героя России, но впоследствии он награждён орденом Мужества, этот же орден вручён Андрею Гусельникову, Александру Хромову и (посмертно) Юлии Фоминой. Сергей Воробьёв, Николай Дмитриев, Елена Дубинина, Светлана Иванив, Сергей Кожевников и Геннадий Чернитенко получили медаль «За отвагу».
Добиться выдачи угонщиков российским властям не удалось, поскольку между РФ и Саудовской Аравией не существует договора об экстрадиции преступников. В июле 2002 года шариатский суд Саудовской Аравии вынес приговор оставшимся в живых террористам. Несмотря на то, что за терроризм в Саудовской Аравии предусмотрена смертная казнь, шариатский суд назначил угонщикам неожиданно мягкое наказание: Дени Магомерзаев был приговорён к шести годам тюремного заключения, а Ирисхан Арсаев — к четырём годам. Их судьба после освобождения не прослеживается. Их отец Супьян Арсаев был похоронен в Саудовской Аравии при содействии чеченской диаспоры.

## Факты
- За 5 месяцев до данного случая другой самолёт Ту-154 авиакомпании «Внуковские Авиалинии» (б/н RA-85624) был угнан террористом-одиночкой в Израиль[16]. Однако после этого случая, даже при наличии предупреждения о повышенном уровне опасности, руководство авиакомпании не организовало сопровождение данного рейса службой собственной безопасности. По некоторым данным, это было вызвано причинами экономии находящейся в предбанкротном состоянии авиакомпании[9].
- Самолёт Ту-154М с бортовым номером RA-85619 впоследствии эксплуатировался в авиакомпании «Сибирь» (после поглощения последней Внуковских Авиалиний). 14 мая 2002 самолёту было присвоено имя «Юлия Фомина» в честь погибшей стюардессы. С 2008 года выведен из эксплуатации и утилизирован в апреле 2012 года на площадке Минераловодского завода № 411[17].
- Бортпроводник Николай Дмитриев впоследствии работал бортпроводником в Мирнинском авиапредприятии. 7 сентября 2010 года находился на борту Ту-154, совершившего вынужденную посадку в Ижме. По итогам того инцидента Дмитриев награждён орденом Мужества[18].
- Данный угон стал последним угоном воздушного судна, произошедшим в гражданской авиации России (по состоянию на апрель 2025). В период с 1990 до 2001 года террористами осуществлено 17 угонов советских и российских самолётов[19].